# Max Fürbringer

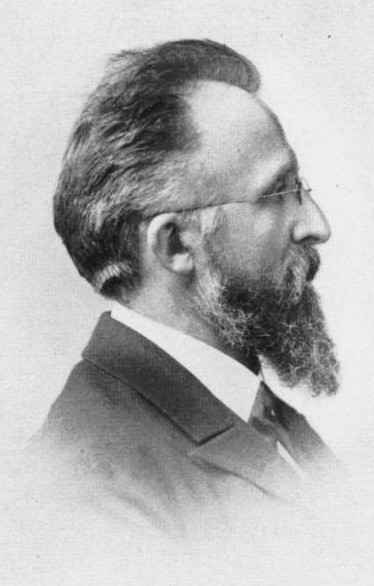
Max Fürbringer, 1905

Max Carl Anton Fürbringer (* 30. Januar 1846 in Wittenberg; † 6. März 1920 in Heidelberg) war ein deutscher Anatom und Ornithologe.

## Leben

Versuch eines Stammbaumes der Vögel. Aus: Untersuchungen zur Morphologie und Systematik der Vögel, 1888

Max Carl Anton Fürbringer wurde als Sohn des einstigen Kreisgerichtsdirektors Karl (* 13. Dezember 1814 in Gera; † 22. Juni 1870 in Gleiwitz) und dessen am 7. Oktober 1844 geheirateten Frau Dorothee Luise Caroline Hermine Gumprecht (* 27. Januar 1821 in Nordhausen; † 19. Juni 1899 in Jena), am 30. Januar 1846 in Wittenberg geboren. Er war der Bruder des Mediziners Paul Fürbringer (1849–1930). In Jena nahm Fürbringer ein Studium der Naturwissenschaften auf, was er in Berlin fortsetzte, und promovierte daselbst 1869 mit einer zoologischen Arbeit. Durch eine Assistenzstelle bei Carl Gegenbaur in Jena wurde er noch zum Studium der Medizin animiert. Ihm folgte er auch 1873, als dieser einen Ruf nach Heidelberg wahrnahm, habilitierte sich 1877 für Anatomie und wurde 1879 zum Extraordinarius ernannt.
Ebenfalls 1879 erhielt er eine Berufung als Ordinarius nach Amsterdam, erhielt 1888 den Lehrstuhl für Anatomie an der Universität in Jena und wurde 1901 Direktor des anatomischen Institutes der Universität Heidelberg. 1912 trat er in den Ruhestand und verstarb am 6. März 1920 in Heidelberg. Im Jahr 1881 wurde er zum Mitglied der Leopoldina und 1900 zum korrespondierenden Mitglied der Preußischen Akademie der Wissenschaften gewählt. Die Königlich Niederländische Akademie der Wissenschaften (KNAW) nahm ihn 1882 als ordentliches Mitglied auf; seit 1889 war er auswärtiges Mitglied. Seit 1903 war er korrespondierendes Mitglied der Bayerischen und seit 1909 ordentliches Mitglied der Heidelberger Akademie der Wissenschaften.
Unter dem Einfluss von Carl Gegenbaur beschäftigte sich Fürbringer mit entwicklungsgeschichtlichen Arbeiten (Bildung der Nieren). Als er an seine Aufgabe heranging, war er aufs gründlichste ausgerüstet mit allen Kenntnissen, die zur Beurteilung der bisherigen Versuche einer Klassifikation der Vögel erforderlich waren. Er war ein vergleichender Anatom, der sein Urteil an reichen Erfahrungen geschärft und in mühseliger Kleinarbeit eine Menge von Untersuchungen durchgeführt hatte, vor allem auch solcher, die zur Klärung genealogischer Fragen noch erforderlich schienen.
Keiner vor ihm, und man darf wohl sagen keiner nach ihm, hat die zur Klassifikation verwendbaren Merkmale so vollständig zusammengestellt und ihre phylogenetische Wertigkeit so sorgfältig abgewogen wie er, der sich der Zusammenhänge zwischen Form und Funktion allezeit bewusst blieb. Den Fallstricken der durch gleiche funktionelle Einwirkung sekundär entstandenen morphologischen Übereinstimmungen, die sich dem Systematiker stellen, ist er daher behutsam ausgewichen. Er war ebenfalls mit der Erscheinung vertraut, die heute als „allometrisches Wachstum“ bezeichnet wird.
Sein monumentales Hauptwerk „Untersuchungen zur Morphologie und Systematik der Vögel“ fußt auf gründlichen vergleichenden Studien der Brust, Schulter und Flügelregion der ganzen Vogelklasse und führte unter Berücksichtigung von paläontologischen und tiergeographischen Tatsachen zu neuen Erkenntnissen über die Stammesgeschichte der Vögel und zur Aufstellung einer, in den Grundzügen auch heute noch gültigen Systematik der Vögel. Unter anderem gelang Fürbringer der Nachweis, dass die „Flachbrustvögel“ (Ratiten, z. B. Strauße) in einem durchaus heterogenen Komplex sekundär flugunfähig geworden sind.
Sein System ist, durch Einführung von vier höheren Kategorien (Ordo, Subordo, Gens, Familia), feiner gegliedert als das seiner Vorgänger, wobei die Kategorie der „Gentes“ den Ordnungen anderer Autoren entspricht. Von zunehmend hypothetischem Charakter sind seine Bündelungen der Gentes zu 24 Unterordnungen und dieser zu 7 Ordnungen.
Von Fürbringers zahlreichen sonstigen Arbeiten sei hier nur noch seine Monographie über die spino-occipitalen Nerven hervorgehoben. Fürbringer gilt als Hauptvertreter der Schule Gegenbaurs, dem er eine ausführliche Biographie widmete (1903).
Zur Verbesserung der Lehrmethoden wies Fürbringer im Heidelberger Institut einige Mitarbeiter an, bereits vorhandene Objekte, Präparate und Modelle auf kleine Pappen zu zeichnen. Die Pappen hatten das Format 18 × 24 cm. Die Mitarbeiter benutzten bei der Erstellung dieser kleinformatigen Lehrtafeln entweder Tusche, Aquarellfarben oder auch Buntstifte. Manchmal wurden auch fotografische Abbildungen der Objektive auf den Papptafeln angebracht.

## Familie
Fürbringer verheiratete sich am 3. März 1878 mit Fanny Bassermann (* 29. September 1856 in Mannheim; † 26. Januar 1929), die Tochter des Kaufmanns in Mannheim Julius Heinrich Bassermann (* 28. Januar 1818 in Mannheim; † 19. August 1891 ebd.) und dessen am 15. März 1846 geheirateten Frau Karoline Röchling (* 6. November 1828 in Trier; † 5. November 1884 in Mannheim). Aus der Ehe stammt die Tochter  Elisabeth Caroline Hermine Cäcilie (* 24. März 1879 in Heidelberg) welche sich am 25. Februar mit dem Professor Dr. med. in Heidelberg Hermann Braus (* 14. August 1868 in Aachen) verheiratete. Sowie der Sohn Julius Karl Max Paul Fürbringer (* 1. März 1882 in Amsterdam; † 26. Dezember 1904 in Heidelberg), welcher zum Doktor der Philosophie promovierte.

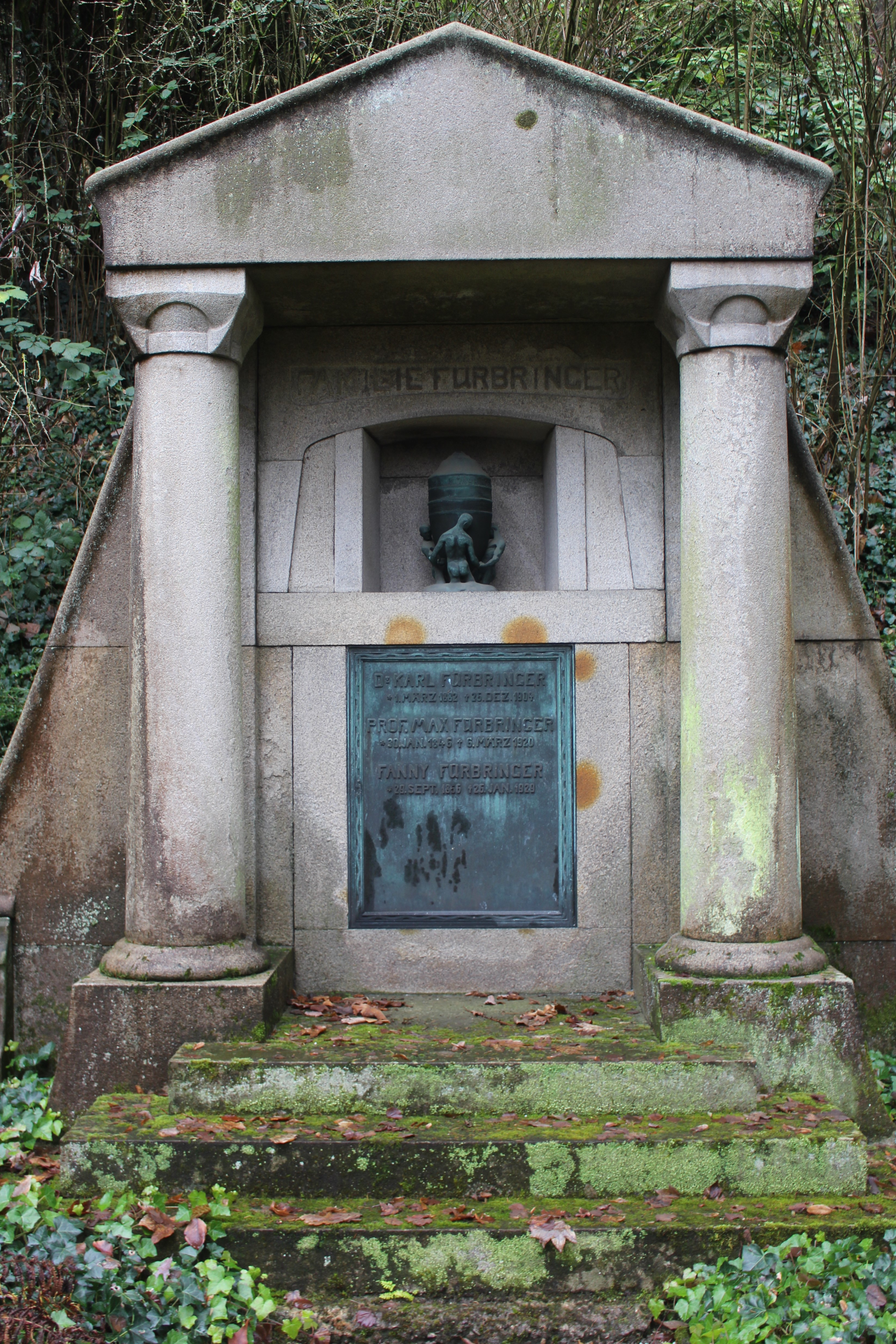
Grabstätte Max Fürbringer u. Familie, Bergfriedhof Heidelberg

## Schriften
- Die Knochen und Muskeln der Extremitäten bei den schlangenähnlichen Sauriern. 1870.
- Untersuchungen zur Morphologie und Systematik der Vögel. (2 Bände) 1888.
- Zur Entwicklung der Amphibienniere. 1877.
- Über die occipitalen Nerven d. Selachier und Holocephalen und ihre vergleichende Morphologie. in der Festschrift für Carl Gegenbaur III, 1897, S. 351–768.
- Zur Systematik und Genealogie der Reptilien. Beitrag 1900.
- Zur Frage der Abstammung der Säugetiere. In: Denkschriften der Medizinisch-Naturwissenschaftlichen Gesellschaft zu Jena, 11, (= Festschrift zum siebzigsten Geburtstage von Ernst Haeckel, Herausgegeben von seinen Schülern und Freunden), Fischer, Jena 1904, S. 571–604 (Digitalisat)
- Zur Frage der Abstammung der Säugetiere. Teil 2. In: Denkschriften der Medizinisch-Naturwissenschaftlichen Gesellschaft zu Jena, 11, (= Festschrift zum siebzigsten Geburtstage von Ernst Haeckel, Herausgegeben von seinen Schülern und Freunden), Erstes Ergänzungsheft, Fischer, Jena 1904, S. 605–681 (Digitalisat)
- Die spino-occipitalen Nerven.
- Zur vergleichenden Anatomie der Schultermuskeln und des Brustschulterapparates. (fünf Bände)
- Morphologische Streitfragen.